# Écurie Marcel Boussac
L'Écurie Marcel Boussac est une écurie de chevaux de course participant aux courses hippiques de plat appartenant à l'industriel français Marcel Boussac, active au 20e siècle.

## Histoire

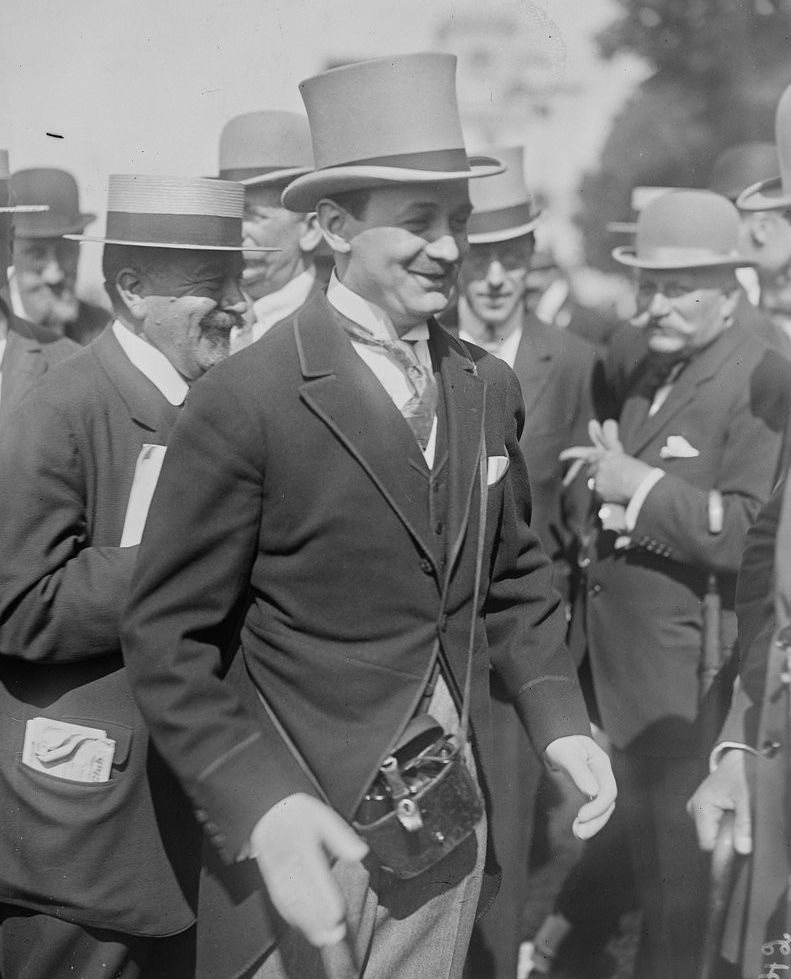
Marcel Boussac en 1922

Ayant fait fortune dans le textile au cours de la première guerre mondiale, Marcel Boussac décide d'investir sur les chevaux de course, s'associe au Comte de Castelbajac en 1914 et la casaque qu'il conçoit lui-même (orange, toque grise) ne tarde pas à s'illustrer à partir de 1920. L'homme le plus riche d'Europe devient l'éleveur-propriétaire le plus prestigieux de France et même du continent (avec l'Italien Federico Tesio), ses représentants s'en allant chasser sur les terres des plus grandes coursiers britanniques. Son empire s'accroit avec l'acquisition en 1951 et en même temps que le journal L'Aurore, de Paris-Turf, le principal quotidien français dédié aux courses hippiques, et l'année suivante, de l'hippodrome de Saint-Cloud. Il fonde également en 1961, avec Jean Romanet, la FIAH, la Fédération Internationale des Autorités Hippiques et prix des responsabilités dans la Société d'Encouragement, l'ancêtre de France Galop, qui organise les courses en France.
Le magnat du tissu, qui lança Christian Dior et popularisa l'usage nocturne du pyjama, est avant tout un éleveur très avisé, propriétaire de 1919 du haras de Fresnay-Le-Buffard, où il base sa jumenterie, et du haras de Jardy, qu'il acquiert en 1943. Il est pour la première fois tête de liste des propriétaires en 1939, dans une saison certes avortée, mais avec un effectif de taille moyenne. L'écurie est durement touché par l'occupation nazie, durant laquelle de très nombreux chevaux sont tués ou volés. Parmi eux, le joyau de son élevage, Corrida (double lauréate du Prix de l'Arc de Triomphe), est probablement abattue par les soldats allemands tandis que son meilleur étalon, le champion Pharis, est emporté en Allemagne où il aura une grande influence sur l'élevage allemand et européen (il compte parmi les aïeux de la grande Urban Sea). Et c'est dans ce contexte où les mouvements de chevaux sont limités qu'il va oser axer ses croisements sur des inbreedings très serrés, autrement dit sur une forte consanguinité, qui fait qu'un cheval peut avoir deux fois le même grand-père. L'une des pouliches de son élevage, nommée La Troienne, ne parvint pas à s'illustrer en course et fut vendue aux États-Unis où elle allait devenir un pilier de l'élevage américain.
Malgré l'épisode douloureux de l'occupation la domination de l'écurie reprend de plus belle après la guerre puis décline à partir de la fin des années 50 et s'achève dans la débâcle lorsque son empire Boussac s'effondre dans les années 70. Boussac termine sa vie ruiné et endetté, devant se défaire de ses chevaux et de ses installations. En 1978, Marcel Boussac est contraint de céder bas prix ses effectifs, pour 41 millions de Francs, alors que le seul Acamas est estimé à 30 millions. Mais l'Aga Khan fera un bon usage de ces chevaux, qui intègre harmonieusement son propre élevage et en préserve la pérennité. L'année suivante c'est l'armateur grec Stávros Niárchos qui rachète Fresnay-le-Buffard pour y placer ses étalons et ses poulinières.
Au temps de la splendeur de l'écurie Boussac, les chevaux sont confiés aux bons soins de l'entraîneur britannique John Watts, puis à partir de 1940 de l'ancien jockey Charles Semblat puis après 1954, de son ancien jockey Charlie Elliott après que les relations entre Semblat et Boussac se sont détériorées. Les plus grands jockeys de l'époque ont revêtu la casaque orange, toque grise, parmi lesquels Jacques Doyasbère, Roger Poincelet ou Charlie Elliott.
Marcel Boussac, qui co-détient avec Khalid Abdullah le record du nombre de victoires dans le Prix de l'Arc de Triomphe (six succès en l'espace de douze éditions, entre 1936 et 1949) ou dans le Prix du Jockey-Club (12 succès), se voit honoré à sa mort lorsque le Critérium des Pouliches est rebaptisé Prix Marcel Boussac.

## Principales victoires
France
- Prix de l'Arc de Triomphe – 6 – Corrida (1936, 1937), Djebel (1942), Ardan (1944), Caracalla (1946), Coronation (1949)
- Prix du Jockey Club – 12 – Ramus (1922), Tourbillon (1931), Thor (1933), Cillas (1938), Pharis (1939), Ardan (1944), Coaraze (1945), Sandjar (1947), Scratch (1950), Auriban (1952), Philius (1956), Acamas (1978)
- Prix de Diane – 5 – Adargatis (1934), Caravelle (1943), Corteira (1948), Apollonia (1956), Crepellana (1969)
- Poule d'Essai des Poulains – 2 – Asterus (1926), Djebel (1940)
- Poule d'Essai des Pouliches – 8 – Esmeralda (1942), Caravelle (1943), Palencia (1944), Corteira (1948), Coronation / Galgala (1949), Corejada (1950), Djelfa (1951), Apollonia (1956)
- Prix Morny – 13 – Durzetta (1920), Zariba (1921), Banstar (1925), Cecias (1932), Corrida (1934), Semiramide (1938), Esmeralda (1941), Coaraze (1944), Nirgal (1945), Cadir (1946), Auriban (1951), Cordova (1953), Apollonia (1955)
- Prix Jacques le Marois – 10 – Zariba (1922), Xander (1928), Cillas (1938), Sémiramide (1939), Priam (1944), Coaraze (1945), Djelal (1947), Golestan (1948), Arbèle (1952), Canthare (1953)
- Prix de la Forêt – 9 – Durzetta (1920), Zariba (1921), La Moqueuse (1928), Esmeralda (1941), Caravelle (1943, 1944), Goyama (1945), Pharsale (1950), Pharaos (1951)
- Prix d'Ispahan – 8 – Goyescas (1933), Hierocles (1942, 1943), Priam (1945), Coaraze (1946, 1947), Dynamiter (1951), Arbele (1952)
- Grand Critérium – 8 – Durban (1920), Nosca (1941), Caravelle (1942), Priam (1943), Nirgal (1945), Ambiorix (1948), Apollonia (1955), Abdos (1961)
- Prix Robert Papin – 8 – Ardan (1943), Nirgal (1945), Coronation (1948), Emperor (1949), Pharsale (1950), Auriban (1951), Pharel (1952), Cordova (1953)
- Grand Prix de Saint–Cloud – 5 – Corrida (1936), Djebel (1942), Ardan (1945), Coaraze (1946), Goyama (1948)
- Prix Royal–Oak – 4 – Tifinar (1942), Caracalla (1945), Stymphale (1951), Macip (1955)
- Grand Prix de Paris – 2 – Pharis (1939), Caracalla (1945)
- Prix Vermeille – 7 – Durban (1921), Merry Girl (1928), La Circe (1933), Corteira (1948), Janiari (1956), Arbencia (1957), Astola (1961)
- Prix Maurice de Gheest – 4 – Zariba (1922), Grillemont (1923), Theano (1943), Windorah (1947)
- Prix du Cadran – 5 – Marsyas (1944, 1945, 1946, 1947), Arbar (1948)

 Royaume-Uni
- Derby d'Epsom – 1 – Galcador (1950)
- Oaks – 1 – Asmena (1950)
- 2000 Guinées – 1 – Djebel (1940)
- St Leger – 2 – Scratch (1950), Talma (1951)
- Champion Stakes – 5 – Asterus (1927), Goyescas (1931), Djeddah (1949), Dynamiter (1951, 1952)
- Ascot Gold Cup – 4 – Caracalla (1946), Arbar (1948), Elpenor (1954), Macip (1956)
- Middle Park Stakes – 2 – Abjer (1935), Djebel (1939)
- Coronation Cup – 2 – Ardan (1946), Goyama (1948)
- Dewhurst Stakes – 2 – Emperor (1949), Marsyad (1951)
- Eclipse Stakes – 2 – Djeddah (1949), Ardur (1953)
- St. James's Palace Stakes – 1 – Goya (1937)
- Goodwood Cup – 1 – Marsyas (1946)
- Doncaster Cup – 1 – Marsyas (1946)
- Lowther Stakes – 1 – Marsyas (1946)